# 横陂鎮
横陂鎮（おうひちん）は、広東省恩平市の鎮。現行行政地名は横陂鎮横陂圩社区、横陂鎮洪滘圩社区などの社区2個、村19個がある。面積は201.73 km²。2019年12月までの戸籍人口は40063人。

## 行政区画
社区2個、村19個を管轄する。

## 施設
・介護施設：
・図書館：

### 交通
・地下鉄の駅：

### 教育
・大学：
・中学：
・小学：

### 医療
・病院：

### 娯楽
・体育館：